# Smei, Argeș
Smei este un sat ce aparține orașului Costești din județul Argeș, Muntenia, România. Are aproximativ 200 de locuitori. Este unul din satele in care oamenii se ocupa cu agricultura, cresterea animalelor.